# Projection au Majestic
Pour plus de détails, voir Fiche technique et Distribution.
Projection au Majestic est un documentaire français réalisé par Yves Kovacs, sorti en 1997.

## Synopsis
« Fermez votre porte, votre regard me brûle », suppliait la Bête à la Belle. Cinquante et un ans après, retour sur les lieux du tournage du film de Jean Cocteau : La Belle et la Bête, à Rochecorbon et Raray. Kovacs recueille les témoignages des principaux artisans du film. Henri Alekan, Jean Marais, Mila Parély, témoignent de cette aventure où chacun eut conscience de participer à une œuvre exceptionnelle. Avec des extraits du film La Belle et la Bête, du journal de Cocteau et des photos de l'équipe.

## Fiche technique
- Titre original : Projection au Majestic
- Réalisation : Yves Kovacs

- Production / Diffusion : images fabriquées, Canal 8 (Le Mans)
- Participation : CNC, DDF (Délégation au Développement et aux Formations), Région Centre-Val-de-Loire

- Archives : Images fabriquées, Images de la culture (CNC), BnF - Bibliothèque Nationale de France
- Pays d’origine :  France
- Langue originale : français
- Format : vidéo— couleur - noir et blanc — son monophonique
- Genre : documentaire
- Durée : 26 minutes
- Date de sortie : 1997

## Participation
- Henri Alekan
- Mila Parely
- Jean Marais